# Bộ Nông nghiệp và Môi trường
Bộ Nông nghiệp và Môi trường là cơ quan của Chính phủ Việt Nam thực hiện chức năng quản lý nhà nước về lĩnh vực nông nghiệp và môi trường. Bộ này được thành lập trên cơ sở hợp nhất hai bộ Bộ Nông nghiệp và Phát triển nông thôn và Bộ Tài nguyên và Môi trường, trong phiên họp Quốc hội không thường kỳ vào tháng 2 năm 2025, như một phần của cuộc cải cách hành chính, tinh gọn bộ máy nhà nước diễn ra tại Việt Nam dưới thời Tổng Bí thư Đảng Cộng sản Việt Nam Tô Lâm.
Cơ cấu tổ chức của Bộ này gồm 30 đơn vị, trong đó có 5 vụ và 21 cục quản lý chuyên ngành và 4 đơn vị sự nghiệp công lập trực thuộc. Bộ trưởng hiện tại là ông Trần Đức Thắng (quyền).

## Lịch sử
Từ khi lên giữ chức Tổng Bí thư Đảng Cộng sản Việt Nam, ông Tô Lâm đã có những quan điểm về việc tinh gọn bộ máy nhà nước Việt Nam theo hướng hoạt động hiệu lực, hiệu quả. Một phiên họp của Ban Chấp hành Trung ương Đảng Cộng sản Việt Nam vào ngày 25 tháng 11 đã lấy ý kiến về vấn đề tinh gọn và sắp xếp bộ máy, và một hội nghị trực tuyến được tổ chức sau đó vài ngày để quán triệt đến đội ngũ cán bộ, đảng viên toàn quốc. Một kế hoạch của Chính phủ Việt Nam vào ngày 6 tháng 12 năm 2024 đã đề cập việc hợp nhất hai Bộ Nông nghiệp và Phát triển nông thôn, Tài nguyên và Môi trường thành một Bộ mới, nhằm khắc phục một số giao thoa trong thực hiện nhiệm vụ quản lý về nguồn nước, lưu vực sông và đa dạng sinh học. Ngày 11 tháng 1 năm 2025, theo ý kiến của Bộ Chính trị, Bộ mới sau hợp nhất giữa hai Bộ nói trên lấy tên là Bộ Nông nghiệp và Môi trường.
Ngày 18 tháng 2 năm 2025, tại phiên họp Quốc hội Việt Nam không thường kỳ, Quốc hội đã quyết định thành lập Bộ Nông nghiệp và Môi trường trên cơ sở hợp nhất Bộ Nông nghiệp và Phát triển nông thôn và Bộ Tài nguyên và Môi trường. Bộ tiếp nhận các chức năng và nhiệm vụ từ hai Bộ cũ nói trên, tiếp nhận nhiệm vụ quản lý nhà nước về giảm nghèo từ Bộ Lao động, Thương binh và Xã hội cũ chuyển sang. Ông Đỗ Đức Duy, Bộ trưởng Bộ Tài nguyên và Môi trường được bầu giữ chức Bộ trưởng Bộ Nông nghiệp và Môi trường. Ông là Bộ trưởng đầu tiên của Bộ này. Theo Nghị quyết của Ủy ban Thường vụ Quốc hội Việt Nam, Bộ Nông nghiệp và Môi trường chính thức đi vào hoạt động từ ngày 1 tháng 3 năm 2025 với tối đa 10 thứ trưởng.
Sau đợt sáp nhập, hợp nhất các bộ, ngành Việt Nam vào đầu năm 2025, Bộ Nông nghiệp và Môi trường là Bộ duy nhất có tên gọi mới trong các bộ bị sáp nhập. Một số Bộ khi bị sáp nhập, hợp nhất đã mất tên và một số bộ được hợp nhất vẫn giữ nguyên tên gọi cũ.
Ngày 17 tháng 7 năm 2025, chỉ sau hơn 4 tháng nắm nhiệm vụ, ông Đỗ Đức Duy bị đình chỉ chức vụ do có vi phạm và đã bị kỷ luật cảnh cáo về mặt Đảng, ông Trần Đức Thắng được bổ nhiệm giữ chức Quyền Bộ trưởng.

## Chức năng và nhiệm vụ
Bộ Nông nghiệp và Môi trường có vị trí, chức năng là cơ quan của Chính phủ Việt Nam thực hiện chức năng quản lý nhà nước về các lĩnh vực như nông nghiệp, lâm nghiệp, diêm nghiệp, thủy sản, thủy lợi, phòng, chống thiên tai, phát triển nông thôn; đất đai; tài nguyên nước; tài nguyên khoáng sản, địa chất; môi trường; khí tượng thủy văn; biến đổi khí hậu; đo đạc và bản đồ; quản lý tổng hợp tài nguyên và bảo vệ môi trường biển và hải đảo; viễn thám; đồng thời các vấn đề quản lý nhà nước đối với các dịch vụ công trong các lĩnh vực thuộc phạm vi quản lý của Bộ theo quy định của pháp luật Việt Nam. Về cơ bản, các chức năng và nhiệm vụ của Bộ này được kế thừa từ các nhiệm vụ đã được giao cho hai Bộ là Nông nghiệp và Phát triển nông thôn, Tài nguyên và Môi trường trước khi hợp nhất.

## Tổ chức
Trước khi thực hiện hợp nhất, hai Bộ Nông nghiệp và Phát triển nông thôn và Bộ Tài nguyên và Môi trường có tất cả 53 đơn vị, với số đơn vị tương ứng của hai Bộ cũ này lần lượt là 26 và 27. Sau khi thực hiện hợp nhất, Bộ Nông nghiệp và Môi trường chỉ còn 30 đơn vị, được coi là một trong những Bộ tinh giản đầu mối nhiều nhất. Trong quá trình hợp nhất 2 bộ, thống kê cho thấy hai bộ có 717 công chức, viên chức, người lao động có đơn xin nghỉ việc, và 283 người có nguyện vọng xin nghỉ công tác nếu có kinh phí hỗ trợ.
Danh sách cụ thể các đơn vị của Bộ như sau:
- Vụ Hợp tác quốc tế
- Vụ Kế hoạch – Tài chính
- Vụ Khoa học và Công nghệ
- Vụ Pháp chế
- Vụ Tổ chức cán bộ
- Văn phòng Bộ
- Cục Chuyển đổi số
- Cục Trồng trọt và Bảo vệ thực vật
- Cục Chăn nuôi và Thú y
- Cục Thủy sản và Kiểm ngư
- Cục Lâm nghiệp và Kiểm lâm
- Cục Quản lý và Xây dựng công trình thuỷ lợi
- Cục Quản lý đê điều và Phòng, chống thiên tai
- Cục Kinh tế hợp tác và Phát triển nông thôn
- Cục Chất lượng, Chế biến và Phát triển thị trường
- Cục Quản lý đất đai
- Cục Quản lý tài nguyên nước
- Cục Địa chất và Khoáng sản Việt Nam
- Cục Môi trường
- Cục Biến đổi khí hậu
- Cục Bảo tồn thiên nhiên và Đa dạng sinh học
- Cục Khí tượng Thủy văn
- Cục Biển và Hải đảo Việt Nam
- Cục Đo đạc, Bản đồ và Thông tin địa lý Việt Nam
- Cục Viễn thám quốc gia
- Viện Chiến lược, Chính sách nông nghiệp và môi trường
- Báo Nông nghiệp và Môi trường
- Tạp chí Nông nghiệp và Môi trường
- Trung tâm Khuyến nông quốc gia
- Trường Đại học Tài nguyên và Môi trường Hà Nội
- Học viện Nông nghiệp Việt Nam
- Trường Đại học Tài nguyên Môi trường Thành phố Hồ Chí Minh
- Trường Đại học Lâm nghiệp
- Trường Đại học Thủy lợi
- Trường Đại học Nông - Lâm Bắc Giang

Trụ sở của Bộ này đặt ở số 10 phố Tôn Thất Thuyết, phường Cầu Giấy, Hà Nội, vốn là trụ sở của Bộ Tài nguyên và Môi trường trước đây.